# 维克托·佩佩利亚耶夫

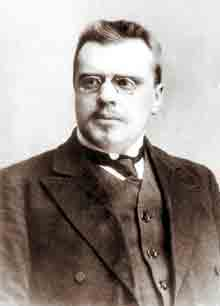
维克托·尼古拉耶维奇·佩佩利亚耶夫

维克托·尼古拉耶维奇·佩佩利亚耶夫（俄语：Ви́ктор Никола́евич Пепеля́ев，1885年1月8日—1920年2月7日），俄罗斯政治家、白军支持者、曾担任全俄罗斯临时政府总理。
出生在西伯利亚托木斯克州的一个军人家庭里。1909年毕业于当地大学，在比斯克的女子学校里教书。1912年加入立宪民主党，被选为国家杜马议员。
1914年1月5日，他敦促政府为西伯利亚原住民提供其本民族语言的教学而不是俄语教学，被指控为西伯利亚分离主义者，与俄罗斯民主主义格格不入。二月革命以后，他被喀琅施塔得的水手逮捕，被关进监狱达两个星期。
俄国内战期间，维克托·佩佩利亚耶夫支持白军，并在亚历山大·瓦西里耶维奇·高尔察克领导的全俄罗斯临时政府中出任总理职务。他是临时政府所有部长中唯一一个至始至终效忠于高尔察克的人。1920年1月，与被出卖的高尔察克一起，遭移交给伊尔库茨克的布尔什维克。2月7日，与高尔察克一起被枪决。
他的弟弟阿纳托利·尼古拉耶维奇·佩佩利亚耶夫是白军著名将领。